# Ham-sur-Heure-Nalinnes
Ham-sur-Heure-Nalinnes (in vallone Han-Nålene) è un comune belga di 13 383 abitanti, situato nella provincia vallona dell'Hainaut.